# Rafael Abella i Bermejo
Rafael Abella Bermejo (Barcelona, 1917 – Barcelona, 23 de desembre de 2008) fou un químic, historiador i escriptor català, vinculat a l'editorial Planeta. La seva obra es va centrar en la història espanyola contemporània. Abella es va donar a conèixer amb el llibre La vida cotidiana durante la Guerra Civil (1973). Un dels seus darrers llibres, d'autoria compartida amb Gabriel Cardona, va ser Historias del Nodo (2008).